# Processo per gli stupri di Nettuno
Il Processo per gli stupri di Nettuno, chiamato anche processo per stupro di Latina in riferimento al luogo dove fu celebrato, è un processo che si tenne nel 1978, contro quattro uomini che violentarono una ragazza di 18 anni in una villa di Nettuno. Il processo segnò la società italiana per l'approccio maschilista nella difesa degli imputati e il pregiudizio sociale utilizzato contro la vittima. La causa fu oggetto di un film documentario realizzato da 6 giovani registe e trasmesso, una prima volta, in seconda serata da Rai 2 il 26 aprile 1979 e, una seconda volta, in prima serata a ottobre dello stesso anno.

## Antefatti
Nel 1977 Fiorella è una giovane ragazza di 18 anni alla ricerca di un lavoro stabile. Rocco Vallone, un conoscente, l'invitò in una villa di Nettuno con la scusa di presentarla ai soci di una ditta di costruzione e discutere con lei l'eventualità di un'assunzione come segretaria. Nel rapporto giudiziario redatto dalla questura la ragazza dichiarò che, non appena si rese conto che qualcosa non andava, chiese di essere riaccompagnata a casa, ma Vallone la picchiò e la stuprò.
Alla fine del primo stupro la ragazza si accorse che altri tre uomini, tutti sulla quarantina, erano presenti nella stanza e hanno successivamente abusato di lei. Gli stupri furono ripetuti e rimase sequestrata tutto il pomeriggio. Il mattino dopo la ragazza sporge denuncia e vengono spiccati dei mandati di cattura per "ratto a fine di libidine" e "violenza carnale". Quando la polizia si rende a casa di Vallone, lui li accoglie chiedendo: "Siete qui per i fatti di Fiorella?".
Sui quattro uomini convocati, uno è in fuga, ma gli altri, riconoscono i fatti nel primo interrogatorio della polizia e sono messi in custodia cautelare. Negli interrogatori successivi cambiano la loro versione negando i rapporti sessuali e durante la fase istruttoria cambieranno ancora la loro versione ammettendo le relazioni sessuali, ma affermando che erano consensuali e soggette a un compenso di 200.000 lire. Il denaro non fu versato perché gli imputati dichiararono di non essere stati "soddisfatti" dalle prestazioni della ragazza.

## Il processo
Il processo inizia circa otto mesi dopo la denuncia dei fatti, presso il Tibunale di Latina. Tre dei quattro imputati furono presenti al processo, si tratta di: Rocco Vallone, difeso dall'avvocato Fabio Sarandrea, Cesare Novelli, difeso dagli avvocati Angelo Palmieri e Titta Mazzuca, Claudio Vagnoni, difeso dall'avvocato Giorgio Zeppieri e in fine Roberto Palumbo, difeso dall'avvocato Vincenzo Amorosi, ma latitante. All'inizio del processo gli imputati presenti in aula offrirono 2 milioni di lire di risarcimento alla vittima.
Fiorella era rappresentata dall'avvocata Tina Lagostena Bassi, che chiese che il processo si svolgesse a porte aperte, cosa che permise la realizzazione del film documentario intitolato Processo per stupro. Alla proposta della difesa, l'avvocata rispose che un'offerta di un milione di lire era già stata fatta e rifiutata dalla sua cliente. La vittima chiedeva una lira simbolica, perché nulla poteva risarcire uno stupro e che, se il tribunale giudicava opportuno quantificare un danno, la somma sarebbe stata devoluta al "Centro contro la violenza nel confronto della donna", che all'epoca si trovava presso la Casa della donna in via del governo vecchio a Roma. Il pubblico ministero dichiarò che 2 milioni di lire erano insufficienti a risarcire i danni subiti dalla vittima.
Durante il processo gli avvocati della difesa utilizzarono quello che oggi viene chiamato il metodo Boffo, ossia screditare l'immagine della ragazza presentandola come una persona dai costumi reprensibili. La ragazza fu anche umiliata con la richiesta di dettagliare la violenza e di parlare della "fellatio cum eiaculatione in ore". L'avvocato Giorgio Zeppieri dichiarò che quella era la prova che Fiorella era consenziente perché: "Una violenza carnale con fellatio può essere interrotta con un morsetto. L'atto è incompatibile con l'ipotesi di una violenza. Lì il possesso è stato esercitato dalla ragazza sui maschi. È lei che prende, è lei che è parte attiva, sono loro passivi, inermi, abbandonati, nelle fauci avide di costei!". L'avvocato Palmieri giunse ad affermare in aula: "Che cosa avete voluto? La parità dei diritti. Avete cominciato a scimmiottare l'uomo. Avete cominciato con il dire abbiamo parità di diritto, perché io alle 9 di sera debbo stare a casa, mentre mio marito il mio fidanzato mio cugino mio fratello mio nonno mio bisnonno vanno in giro? Vi siete messe voi in questa situazione. E allora ognuno purtroppo raccoglie i frutti che ha seminato. La conclusione, dunque, è una sola, se questa ragazza fosse stata a casa, se l'avessero tenuta presso il caminetto, non si sarebbe verificato niente."
L'avvocata Lagostena Bassi in una delle sue arringhe, fece un paragone poi divenuto famoso, in cui affermava che la donna era trattata come un oggetto. Benché gli imputati avessero il diritto alla difesa, era inaccettabile che i loro avvocati usassero una linea in cui si ribaltava il processo verso la parte lesa. Affermò: "... Perché la difesa è sacra, ed inviolabile, è vero. Ma nessuno di noi avvocati – e qui parlo come avvocato – si sognerebbe d'impostare una difesa per rapina così come s'imposta un processo per violenza carnale. Nessuno degli avvocati direbbe, nel caso di quattro rapinatori che con la violenza entrano in una gioielleria e portano via le gioie, i beni patrimoniali sicuri da difendere, ebbene, nessun avvocato si sognerebbe di cominciare la difesa, che comincia attraverso i primi suggerimenti dati agli imputati, di dire ai rapinatori “Vabbè, dite che però il gioielliere ha un passato poco chiaro, dite che il gioielliere in fondo ha ricettato, ha commesso reati di ricettazione, dite che il gioielliere un po’ è un usuraio, che specula, che guadagna, che evade le tasse!” ... E questa è una prassi costante: il processo alla donna, la vera imputata è la donna." Questo approccio di difesa, chiamato colpevolizzazione della vittima o vittimizzazione secondaria, è ora condannato dalla Corte europea dei diritti dell'uomo.
Il tribunale penale di Latina condannò Rocco Vallone, Cesare Novelli e Claudio Vagnoni a un anno e otto mesi di reclusione, mentre Roberto Palumbo fu condannato a due anni e quattro mesi. Tutti e quattro gli imputati beneficiarono della libertà condizionale e furono subito rilasciati. Il risarcimento dei danni venne calcolato in due milioni di lire, la stessa somma offerta dagli imputati all'inizio del processo.

## Impatto
Il processo, che eccezionalmente non fu fatto a porte chiuse per volontà della parte lesa e su consiglio dell'avvocata Lagostena Bassi, scosse la società italiana. La stampa e il pubblico ebbero libero accesso alla sala del tribunale e 6 giovane donne realizzarono un documentario, che fu trasmesso una prima volta in seconda serata da Rai 2 il 26 aprile 1979, con circa tre milioni di spettatori e poi in prima serata a ottobre dello stesso anno, con nove milioni di spettatori. Questo processo e quello famoso del 1966, contro Filippo Melodia e i suoi complici, che avevano rapito Franca Viola per permettere a Melodia di violentarla e obbigarla così a sposarlo, contribuirono a far cambiare la mentalità della società italiana. Si dovette tuttavia attendere fino al 1981 prima che il codice penale fosse modificato, abrogando l'articolo 544 che ammetteva il matrimonio riparatore. Grazie a questo articolo infatti si poteva estinguere il reato di violenza carnale, anche su minorenne, attraverso il matrimonio con la persona offesa. In Italia si dovette attendere fino al 1996 prima che lo stupro fosse considerato come un crimine contro la persona e non contro la morale pubblica.
Oggi il reato di violenza sessuale è regolato dall'art. 609 bis del codice penale.